# Saint-Hippolyte (Indre-et-Loire)
Pour les articles homonymes, voir Saint-Hippolyte.
Saint-Hippolyte est une commune française du département d'Indre-et-Loire, en région Centre-Val de Loire.

## Géographie

### Localisation et paysages
Saint-Hippolyte est situé sur le versant est de la vallée de l'Indre à la limite entre les départements d'Indre-et-Loire et de l'Indre.
La commune est composée d'un bourg principal et d'une série de hameaux (Bourg-Neuf, Rigny, Ballon, la Consonnière, le Grand-Village, Braud, la Gallicherie…). Le territoire communal est arrosé par la rivière Indre.
La commune se trouve dans l'aire géographique et dans la zone de production du lait, de fabrication et d'affinage du fromage Valençay.
| Saint-Jean-Saint-Germain   | Sennevières                 | Loche-sur-Indrois |
| Verneuil-sur-Indre Bridoré | Saint-Hippolyte             |                   |
| Fléré-la-Rivière Indre     | Saint-Cyran-du-Jambot Indre |                   |

### Hydrographie

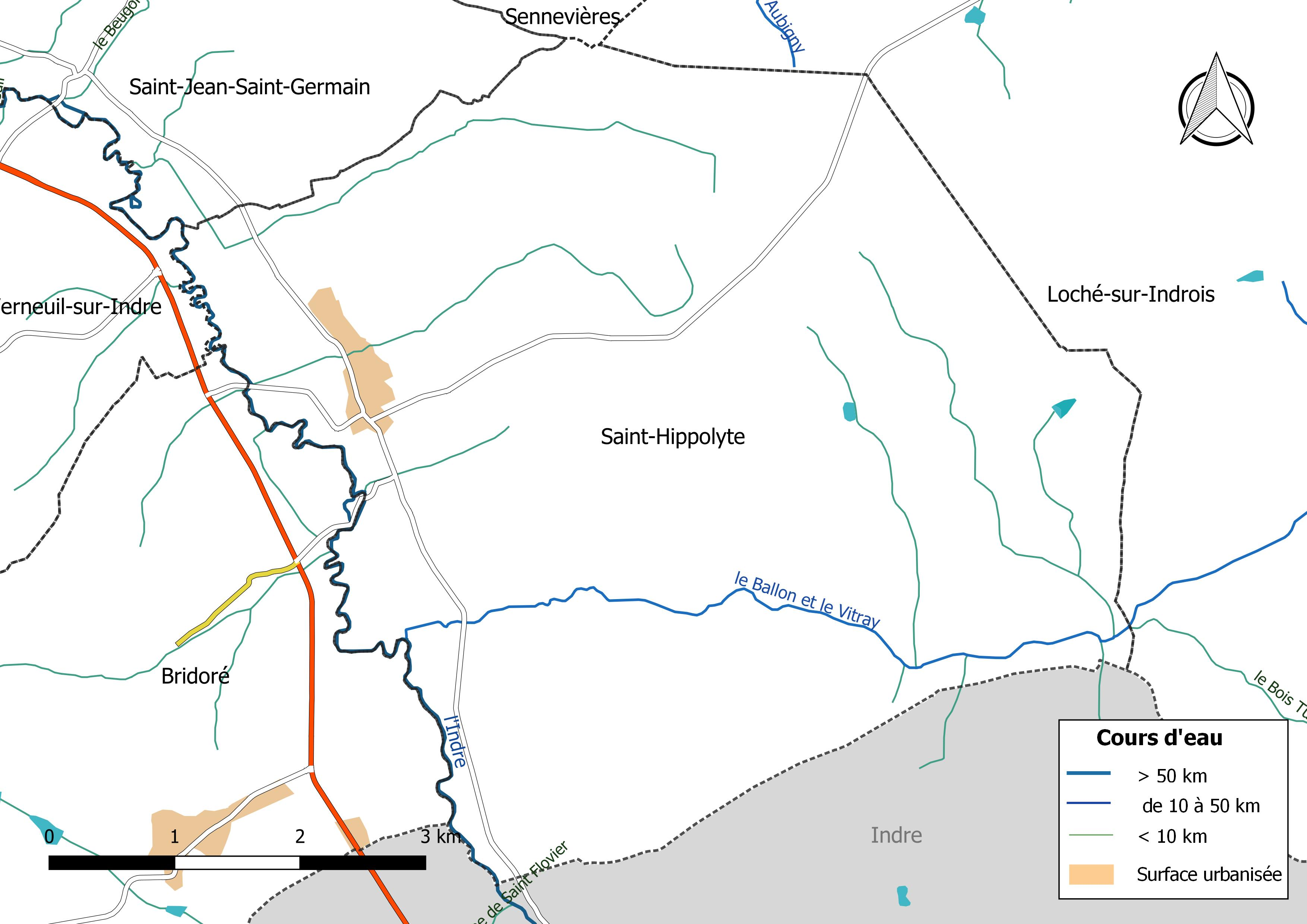
Réseau hydrographique de Saint-Hippolyte.

La commune est traversée du sud au nord par l'Indre (7,09 km). Le réseau hydrographique communal, d'une longueur totale de 34,09 km, comprend un autre cours d'eau notable, le Ballon et le Vitray (6,526 km), et divers petits cours d'eau dont le Bois Tué (0,007 km),.
L'Indre, d'une longueur totale de 279,4 km, prend sa source à une altitude de 453 m sur le territoire de Saint-Priest-la-Marche dans le  département du Cher et se jette dans la Loire à Avoine, après avoir traversé 58 communes. Les crues de l'Indre sont le plus souvent de type inondation de plaine. Sur le plan de la prévision des crues, la commune est située dans le tronçon de l'Indre tourangelle, dont la station hydrométrique de référence la plus proche est située à Perrusson. La hauteur maximale historique a été atteinte en novembre 1770. La hauteur maximale mesurée s'établit à 3,30 et a été observée le 21 décembre 1982.
Ce cours d'eau est classé dans les listes 1 et 2 au titre de l'article L. 214-17 du code de l'environnement sur le Bassin Loire-Bretagne. Au titre de la liste 1, aucune autorisation ou concession ne peut être accordée pour la construction de nouveaux ouvrages s'ils constituent un obstacle à la continuité écologique et le renouvellement de la concession ou de l'autorisation des ouvrages existants est subordonné à des prescriptions permettant de maintenir le très bon état écologique des eaux. Au titre de la liste 2, tout ouvrage doit être géré, entretenu et équipé selon des règles définies par l'autorité administrative, en concertation avec le propriétaire ou, à défaut, l'exploitant,. 
Sur le plan piscicole, l'Indre est classée en deuxième catégorie piscicole. Le groupe biologique dominant est constitué essentiellement de poissons blancs (cyprinidés) et de carnassiers (brochet, sandre et perche).
Le Ballon et le Vitray, d'une longueur totale de 10,5 km, prend sa source dans la commune de Loché-sur-Indrois et se jette dans l'Indre à l'ouest du territoire communal, non loin du hameau de la Jucherie. 
Sur le plan piscicole, le Ballon et le Vitray est également classé en deuxième catégorie piscicole.
Trois zones humides ont été répertoriées sur la commune par la direction départementale des territoires (DDT) et le conseil départemental d'Indre-et-Loire : « la vallée de l'Indre : de la prairie d'Oizay aux Anglées », « la vallée des Ruisseaux de Ballon et de Vitray », « du Bois et de Beaugerais » et « l'étang des Bourdines »,.

### Climat
Pour des articles plus généraux, voir Climat du Centre-Val de Loire et Climat d'Indre-et-Loire.
En 2010, le climat de la commune est de type climat océanique dégradé des plaines du Centre et du Nord, selon une étude du CNRS s'appuyant sur une série de données couvrant la période 1971-2000. En 2020, Météo-France publie une typologie des climats de la France métropolitaine dans laquelle la commune est exposée à un climat océanique altéré et est dans la région climatique  Centre et contreforts nord du Massif Central, caractérisée par un air sec en été et un bon ensoleillement. 
Pour la période 1971-2000, la température annuelle moyenne est de 11,8 °C, avec une amplitude thermique annuelle de 15,4 °C. Le cumul annuel moyen de précipitations est de 707 mm, avec 11,2 jours de précipitations en janvier et 7 jours en juillet. Pour la période 1991-2020, la température moyenne annuelle observée sur la station météorologique de Météo-France la plus proche, sur la commune de Perrusson à 8 km à vol d'oiseau, est de 12,3 °C et le cumul annuel moyen de précipitations est de 730,3 mm,. Pour l'avenir, les paramètres climatiques de la commune estimés pour 2050 selon différents scénarios d'émission de gaz à effet de serre sont consultables sur un site dédié publié par Météo-France en novembre 2022.

## Urbanisme

### Typologie
Au 1er janvier 2024, Saint-Hippolyte est catégorisée commune rurale à habitat très dispersé, selon la nouvelle grille communale de densité à sept niveaux définie par l'Insee en 2022.
Elle est située hors unité urbaine. Par ailleurs la commune fait partie de l'aire d'attraction de Loches, dont elle est une commune de la couronne,. Cette aire, qui regroupe 23 communes, est catégorisée dans les aires de moins de 50 000 habitants,.

### Occupation des sols
L'occupation des sols de la commune, telle qu'elle ressort de la base de données européenne d’occupation biophysique des sols Corine Land Cover (CLC), est marquée par l'importance des territoires agricoles (81,5 % en 2018), en diminution par rapport à 1990 (84,5 %). La répartition détaillée en 2018 est la suivante : 
terres arables (60,6 %), forêts (17,5 %), zones agricoles hétérogènes (14,3 %), prairies (6,6 %), zones urbanisées (1 %). L'évolution de l’occupation des sols de la commune et de ses infrastructures peut être observée sur les différentes représentations cartographiques du territoire : la carte de Cassini (XVIIIe siècle), la carte d'état-major (1820-1866) et les cartes ou photos aériennes de l'IGN pour la période actuelle (1950 à aujourd'hui).

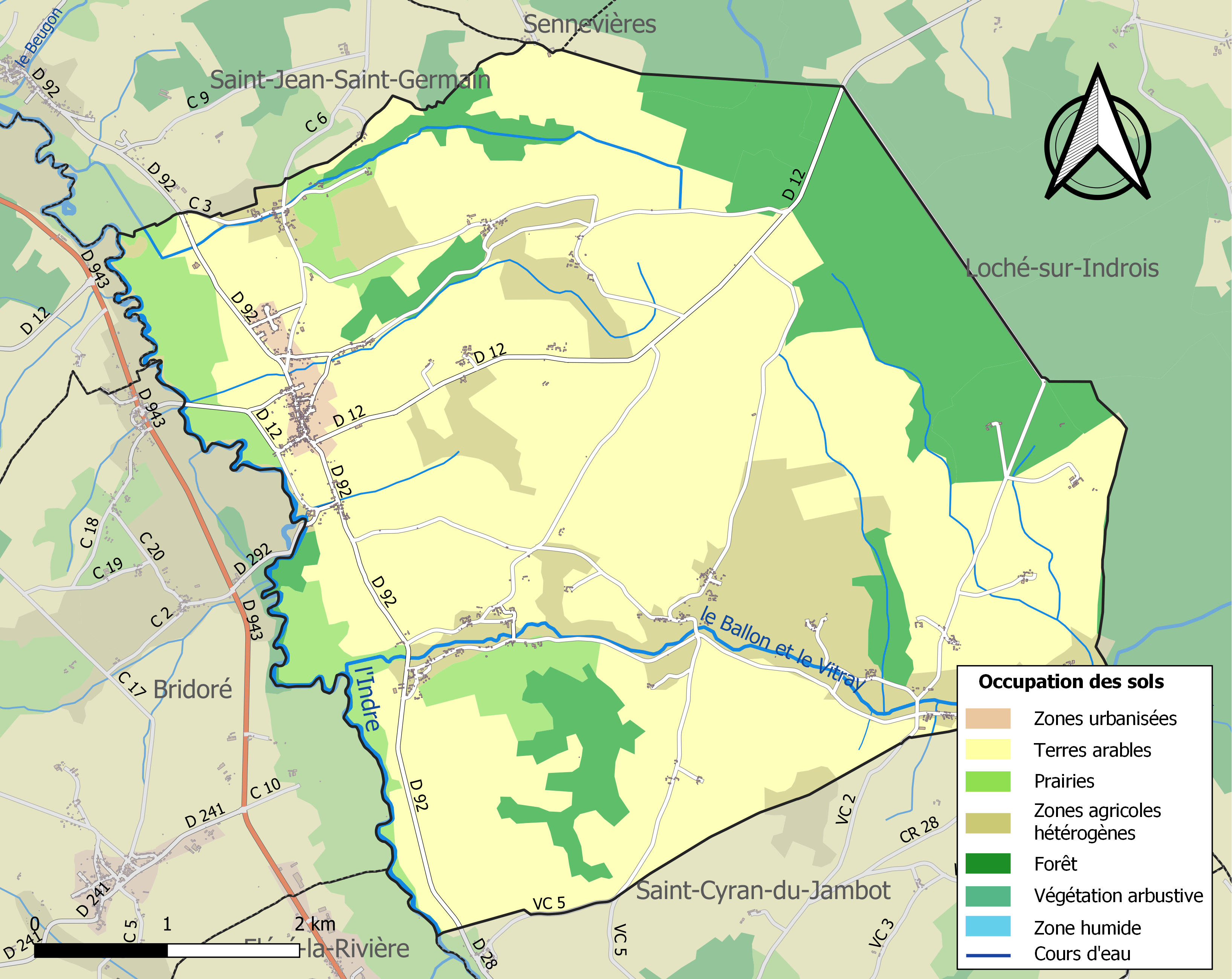
Carte des infrastructures et de l'occupation des sols de la commune en 2018 (CLC).

### Risques majeurs
Le territoire de la commune de Saint-Hippolyte est vulnérable à différents aléas naturels : météorologiques (tempête, orage, neige, grand froid, canicule ou sécheresse), inondations et séisme (sismicité faible). Un site publié par le BRGM permet d'évaluer simplement et rapidement les risques d'un bien localisé soit par son adresse soit par le numéro de sa parcelle.
Certaines parties du territoire communal sont susceptibles d’être affectées par le risque d’inondation par débordement de cours d'eau, notamment le Ballon et le Vitray et l'Indre. La commune a été reconnue en état de catastrophe naturelle au titre des dommages causés par les inondations et coulées de boue survenues en 1982, 1999 et 2016,.

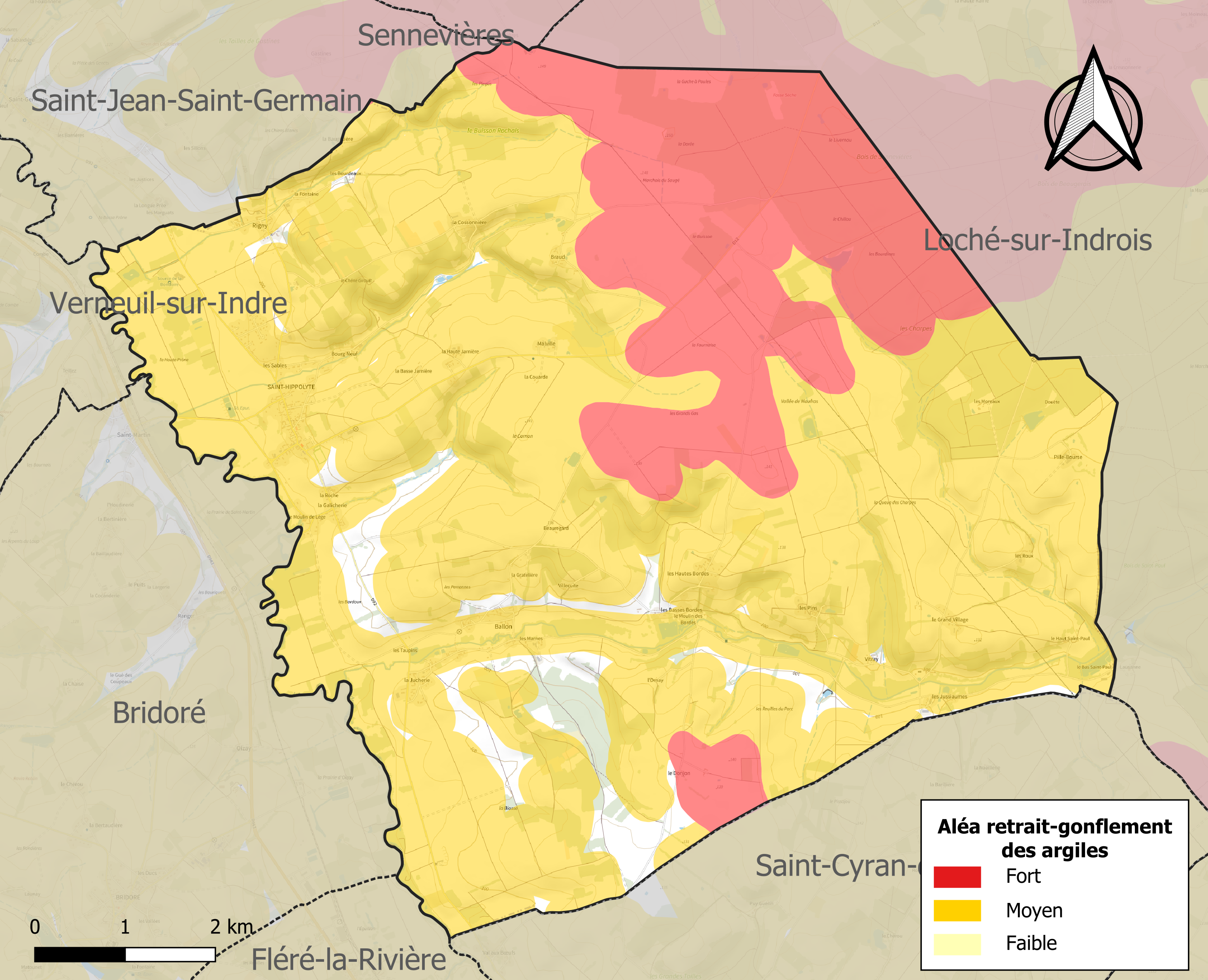
Carte des zones d'aléa retrait-gonflement des sols argileux de Saint-Hippolyte.

Le retrait-gonflement des sols argileux est susceptible d'engendrer des dommages importants aux bâtiments en cas d’alternance de périodes de sécheresse et de pluie. 94,7 % de la superficie communale est en aléa moyen ou fort (90,2 % au niveau départemental et 48,5 % au niveau national). Sur les 399 bâtiments dénombrés sur la commune en 2019, 384 sont en aléa moyen ou fort, soit 96 %, à comparer aux 91 % au niveau départemental et 54 % au niveau national. Une cartographie de l'exposition du territoire national au retrait gonflement des sols argileux est disponible sur le site du BRGM,.
Concernant les mouvements de terrains, la commune a été reconnue en état de catastrophe naturelle au titre des dommages causés par des mouvements de terrain en 1999.

## Toponymie
Le cartulaire de l'abbaye Saint-Sauveur de Villeloin fait état en 1243 de Capellam Sancti Ypoliti. Le nom d'Hippolyte est dérivé de deux mots grecs : ippos (cheval) et lytos (déliant) ; Hippolyte est donc celui qui délie (libère) les chevaux. Hippolyte de Rome est un martyr au IIIe siècle.

## Histoire
Au cours de la Révolution française, la commune, alors nommée La Chapelle-Saint-Hippolyte, porta provisoirement le nom d'Hippolyte puis adopta le nom de Saint-Hippolyte.
En 1827, Saint-Hippolyte a annexé la commune de Vitray.

## Population et société

### Démographie
L'évolution du nombre d'habitants est connue à travers les recensements de la population effectués dans la commune depuis 1793. Pour les communes de moins de 10 000 habitants, une enquête de recensement portant sur toute la population est réalisée tous les cinq ans, les populations de référence des années intermédiaires étant quant à elles estimées par interpolation ou extrapolation. Pour la commune, le premier recensement exhaustif entrant dans le cadre du nouveau dispositif a été réalisé en 2004.

En 2022, la commune comptait 620 habitants, en évolution de −3,28 % par rapport à 2016 (Indre-et-Loire : +1,67 %, France hors Mayotte : +2,11 %).
| 1793 | 1800 | 1806 | 1821 | 1831  | 1836 | 1841 | 1846 | 1851 |
| ---- | ---- | ---- | ---- | ----- | ---- | ---- | ---- | ---- |
| 762  | 677  | 816  | 796  | 1 053 | 917  | 932  | 943  | 930  |

| 1856 | 1861 | 1866 | 1872 | 1876 | 1881 | 1886 | 1891 | 1896 |
| ---- | ---- | ---- | ---- | ---- | ---- | ---- | ---- | ---- |
| 883  | 918  | 967  | 985  | 977  | 951  | 952  | 990  | 999  |

| 1901  | 1906  | 1911  | 1921  | 1926  | 1931 | 1936 | 1946 | 1954 |
| ----- | ----- | ----- | ----- | ----- | ---- | ---- | ---- | ---- |
| 1 000 | 1 034 | 1 037 | 1 004 | 1 016 | 969  | 972  | 918  | 838  |

| 1962 | 1968 | 1975 | 1982 | 1990 | 1999 | 2004 | 2006 | 2009 |
| ---- | ---- | ---- | ---- | ---- | ---- | ---- | ---- | ---- |
| 832  | 782  | 634  | 636  | 627  | 567  | 559  | 539  | 580  |

| 2014 | 2019 | 2022 | - | - | - | - | - | - |
| ---- | ---- | ---- | - | - | - | - | - | - |
| 631  | 623  | 620  | - | - | - | - | - | - |

### Enseignement
Saint-Hippolyte se situe dans l'Académie d'Orléans-Tours (Zone B) et dans la circonscription de Loches.
L'école maternelle accueille les élèves de la commune.

## Culture locale et patrimoine

### Personnalités liées à la commune
- François Pottier est né à Saint-Hippolyte le 9 mars 1726. Elevé au séminaire du Saint-Esprit à Paris, il part de Lorient pour les missions des Grandes-Indes en 1753 et sera nommé évêque du Sichuan en Chine en 1767. Celui qui se surnomme « le petit évêque du Sichuan » est fait prisonnier en 1762 et subit la torture aux pieds, dont il portera les traces jusqu’à sa mort le 28 septembre 1792.